# Komitat Jász-Nagykun-Szolnok
Das Komitat Jász-Nagykun-Szolnok [ˈjaːs ˈnɒckun ˈsolnok] (bis 1990: Komitat Szolnok; ungarisch Jász-Nagykun-Szolnok vármegye, deutsch veraltet Jaß-Großkumanien-Sollnock) ist ein Verwaltungsbezirk im östlichen Zentrum Ungarns. Es hat eine Fläche von 5.581,63 km² und 353.511 Einwohner (Stand 2024). Der Komitatssitz ist Szolnok, weitere wichtige Städte sind Jászberény und Törökszentmiklós.
Das Komitat grenzt an die Komitate Pest, Heves, Borsod-Abaúj-Zemplén, Hajdú-Bihar, Békés, Csongrád-Csanád und Bács-Kiskun.

## Geographie
Die Gegend ist flach und hat Anteil an der Großen Ungarischen Tiefebene. Durch das Komitat fließt die Theiß, in die der Zagyva mündet.

## Gliederung
Durch die Regierungsverordnung Nr. 218/2012 vom 13. August 2012 wurden zum 1. Januar 2013 die statistischen Kleinregionen (ungarisch kistérség) abgeschafft und durch eine annähernd gleiche Anzahl von Kreisen (ungarisch járás) ersetzt. Die Kleingebiete blieben für Planung und Statistikzwecke noch eine Zeitlang erhalten, wurden dann aber am 25. Februar 2014 endgültig abgeschafft. Bis zur Auflösung gab es 7 Kleingebiete im Komitat. Lediglich vier Kleingebiete blieben während der Verwaltungsreform in ihren Grenzen unverändert. 

### Ehemalige Einteilung

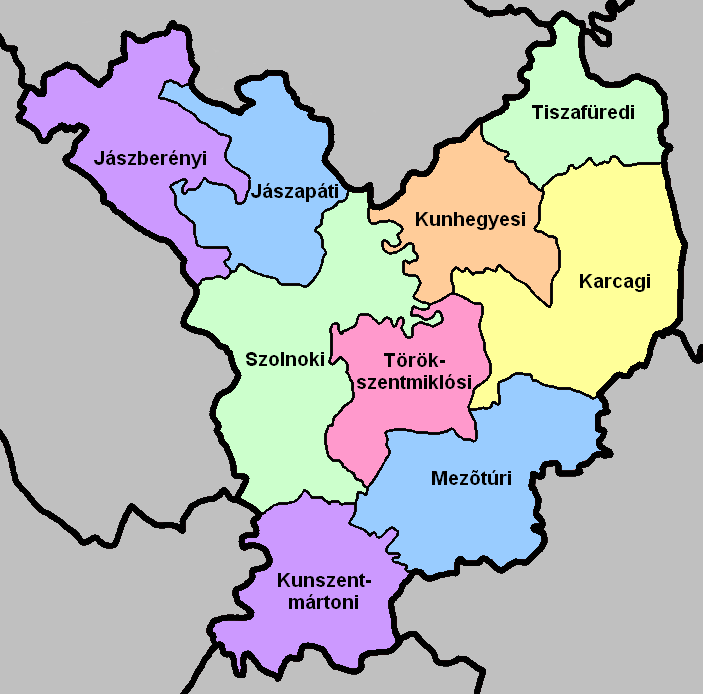
Kreise des Komitats Jász-Nagykun-Szolnok

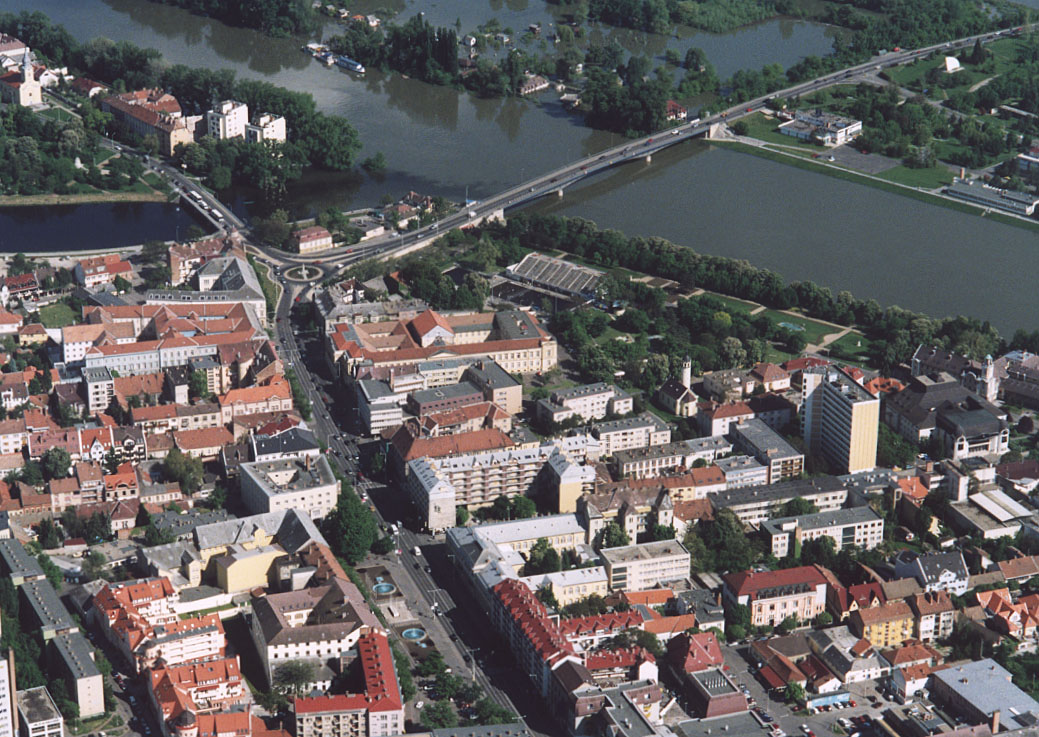
Luftaufnahme: Szolnok

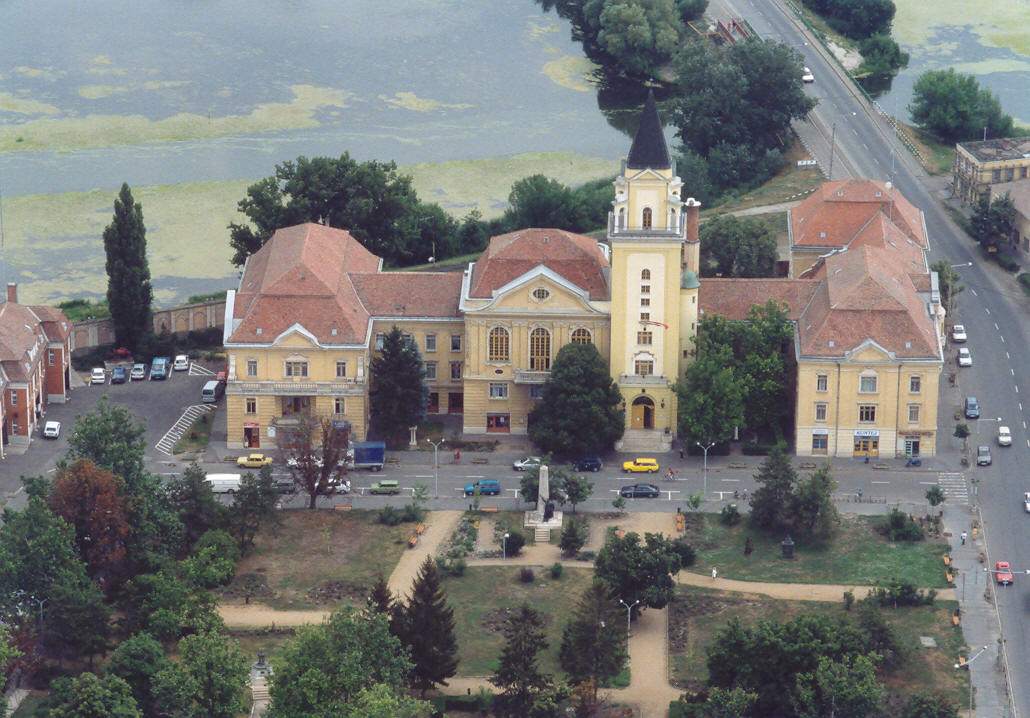
Rathaus Mezőtúr

Bis Ende 2012 existierten folgende Kleingebiete (kistérség) im Komitat Jász-Nagykun-Szolnok:
| Code | Kleingebiet      | Verwaltungssitz  | Einwohner (31. Dezember 2012) | Fläche in km² | Anzahl der Gemeinden | davon Städte |
| ---- | ---------------- | ---------------- | ----------------------------- | ------------- | -------------------- | ------------ |
| 4601 | Jászberény       | Jászberény       | 84.088                        | 1.161,46      | 18                   | 5            |
| 4602 | Karcag           | Karcag           | 43.152                        | 857,26        | 5                    | 3            |
| 4603 | Kunszentmárton   | Kunszentmárton   | 36.300                        | 576,49        | 11                   | 2            |
| 4604 | Szolnok          | Szolnok          | 118.245                       | 914,48        | 18                   | 4            |
| 4605 | Tiszafüred       | Tiszafüred       | 38.234                        | 846,59        | 13                   | 3            |
| 4606 | Törökszentmiklós | Törökszentmiklós | 38.837                        | 499,58        | 8                    | 1            |
| 4607 | Mezőtúr          | Mezőtúr          | 27.798                        | 725,74        | 5                    | 2            |

### Aktuelle Einteilung
Das Komitat Jász-Nagykun-Szolnok gliedert sich in 9 Kreise (ungarisch járás) mit 78 Ortschaften: die Stadt Szolnok mit Komitatsrecht (ungarisch Megyei jogú város), 21 Städte ohne Komitatsrecht (ungarisch város), 4 Großgemeinden (ungarisch nagyközség) und 52 Gemeinden (ungarisch község).
| Ortschaftstyp             | Anzahl | Fläche (in km²) | Fläche (in km²) | Fläche (in km²) | Bevölkerung am 1. Januar 2016 | Bevölkerung am 1. Januar 2016 | Bevölkerung am 1. Januar 2016 | Bevölkerungs- dichte (Ew/km²) |
| Ortschaftstyp             | Anzahl | absolut         | anteilig        | im Durchschnitt | absolut                       | anteilig                      | im Durchschnitt               | Bevölkerungs- dichte (Ew/km²) |
| ------------------------- | ------ | --------------- | --------------- | --------------- | ----------------------------- | ----------------------------- | ----------------------------- | ----------------------------- |
| Stadt mit Komitatsrecht   | 1      | 187,24          | 3,35 %          | 187,24          | 72.333                        | 19,22 %                       | 72.333                        | 386,3                         |
| Städte ohne Komitatsrecht | 21     | 2.973,61        | 53,27 %         | 141,60          | 203.502                       | 54,07 %                       | 9.691                         | 68,4                          |
| Großgemeinden             | 4      | 388,15          | 6,95 %          | 97,04           | 18.181                        | 4,83 %                        | 4.545                         | 46,8                          |
| Gemeinden                 | 52     | 2.032,63        | 36,42 %         | 39,09           | 82.318                        | 21,87 %                       | 1.583                         | 40,5                          |
| Jász-Nagykun-Szolnok      | 78     | 5.581,63        |                 | 71,56           | 376.334                       |                               | 4.825                         | 67,4                          |

Die derzeitigen Kreise sind:
| Code | Kreis            | Kreissitz        | Einwohner (1. Januar 2013) | Fläche in km² | Anzahl der Gemeinden | davon Städte |
| ---- | ---------------- | ---------------- | -------------------------- | ------------- | -------------------- | ------------ |
| 161  | Jászapáti        | Jászapáti        | 33.160                     | 544,45        | 9                    | 2            |
| 162  | Jászberény       | Jászberény       | 50.928                     | 617,01        | 9                    | 3            |
| 163  | Karcag           | Karcag           | 43.152                     | 857,26        | 5                    | 3            |
| 164  | Kunhegyes        | Kunhegyes        | 20.434                     | 464,58        | 7                    | 2            |
| 165  | Kunszentmárton   | Kunszentmárton   | 36.300                     | 576,49        | 11                   | 2            |
| 166  | Mezőtúr          | Mezőtúr          | 27.798                     | 725,74        | 5                    | 2            |
| 167  | Szolnok          | Szolnok          | 118.245                    | 914,48        | 18                   | 5            |
| 168  | Tiszafüred       | Tiszafüred       | 19.895                     | 417,05        | 7                    | 1            |
| 169  | Törökszentmiklós | Törökszentmiklós | 36.742                     | 464,54        | 7                    | 2            |

### Größte Städte und Dörfer
| Stadt/Gemeinde   | Einwohner (1. Januar 2016) |
| ---------------- | -------------------------- |
| Szolnok          | 72.333                     |
| Jászberény       | 26.235                     |
| Törökszentmiklós | 20.323                     |
| Karcag           | 20.025                     |
| Mezőtúr          | 16.502                     |
| Kisújszállás     | 11.182                     |
| Tiszafüred       | 11.091                     |
| Tiszaföldvár     | 10.741                     |
| Túrkeve          | 8.563                      |
| Jászapáti        | 8.442                      |
| Kunszentmárton   | 8.324                      |

| Stadt/Gemeinde  | Einwohner (1. Januar 2020) |
| --------------- | -------------------------- |
| Jászárokszállás | 77.756                     |
| Kunhegyes       | 7.645                      |
| Fegyvernek      | 6.324                      |
| Martfű          | 6.237                      |
| Újszász         | 6.054                      |
| Jászfényszaru   | 5.606                      |
| Jászladány 1    | 5.507                      |
| Kunmadaras 1    | 5.421                      |
| Jászkisér       | 5.349                      |
| Rákóczifalva    | 5.266                      |
| Kenderes        | 4.437                      |

| Stadt/Gemeinde       | Einwohner (1. Januar 2020) |
| -------------------- | -------------------------- |
| Alattyán             | 1.991                      |
| Berekfürdő           | 1.029                      |
| Cibakháza            | 3.713                      |
| Csatazög             | 275                        |
| Csépa                | 1.559                      |
| Cserkeszőlő          | 2.247                      |
| Fegyvernek           | 6.138                      |
| Hunyadfalva          | 173                        |
| Jánoshida            | 2.372                      |
| Jászágó              | 714                        |
| Jászalsószentgyörgy  | 3.097                      |
| Jászboldogháza       | 1.684                      |
| Jászdózsa            | 2.063                      |
| Jászfelsőszentgyörgy | 1.846                      |
| Jászivány            | 387                        |
| Jászjákóhalma        | 2.790                      |
| Jászladány           | 5.456                      |
| Jászszentandrás      | 2.351                      |
| Jástelek             | 1.542                      |
| Kengyel              | 3.367                      |
| Kétpó                | 644                        |
| Kőtelek              | 1.586                      |
| Kuncsorba            | 560                        |
| Kunmadaras           | 5.059                      |
| Mesterszállás        | 612                        |
| Mezőhék              | 345                        |
| Nagyiván             | 1.102                      |
| Nagykörű             | 1.554                      |

| Stadt/Gemeinde | Einwohner (1. Januar 2020) |
| -------------- | -------------------------- |
| Nagyrév        | 632                        |
| Öcsöd          | 3.044                      |
| Örmenyés       | 939                        |
| Pusztamonostor | 1.732                      |
| Rákócziújfalu  | 1.837                      |
| Szajol         | 3.733                      |
| Szászberek     | 973                        |
| Szelevény      | 1.019                      |
| Tiszabő        | 2.082                      |
| Tiszabura      | 2.915                      |
| Tiszaderzs     | 1.026                      |
| Tiszagyenda    | 945                        |
| Tiszaigar      | 763                        |
| Tiszainoka     | 385                        |
| Tiszakürt      | 1.350                      |
| Tiszaörs       | 1.323                      |
| Tiszapüspöki   | 1.975                      |
| Tiszaroff      | 1.559                      |
| Tiszasas       | 1.019                      |
| Tiszasüly      | 1.461                      |
| Tiszaszentimre | 1.869                      |
| Tiszaszőlős    | 1.555                      |
| Tiszatenyő     | 1.455                      |
| Tiszavárkony   | 1.522                      |
| Tomajmonostora | 672                        |
| Tószeg         | 4.273                      |
| Vezseny        | 596                        |
| Zagyvarékas    | 3.442                      |

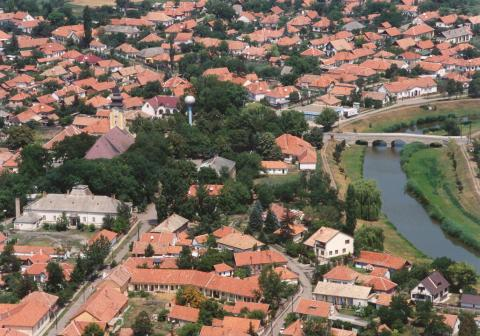
Ansicht von Jászdózsa

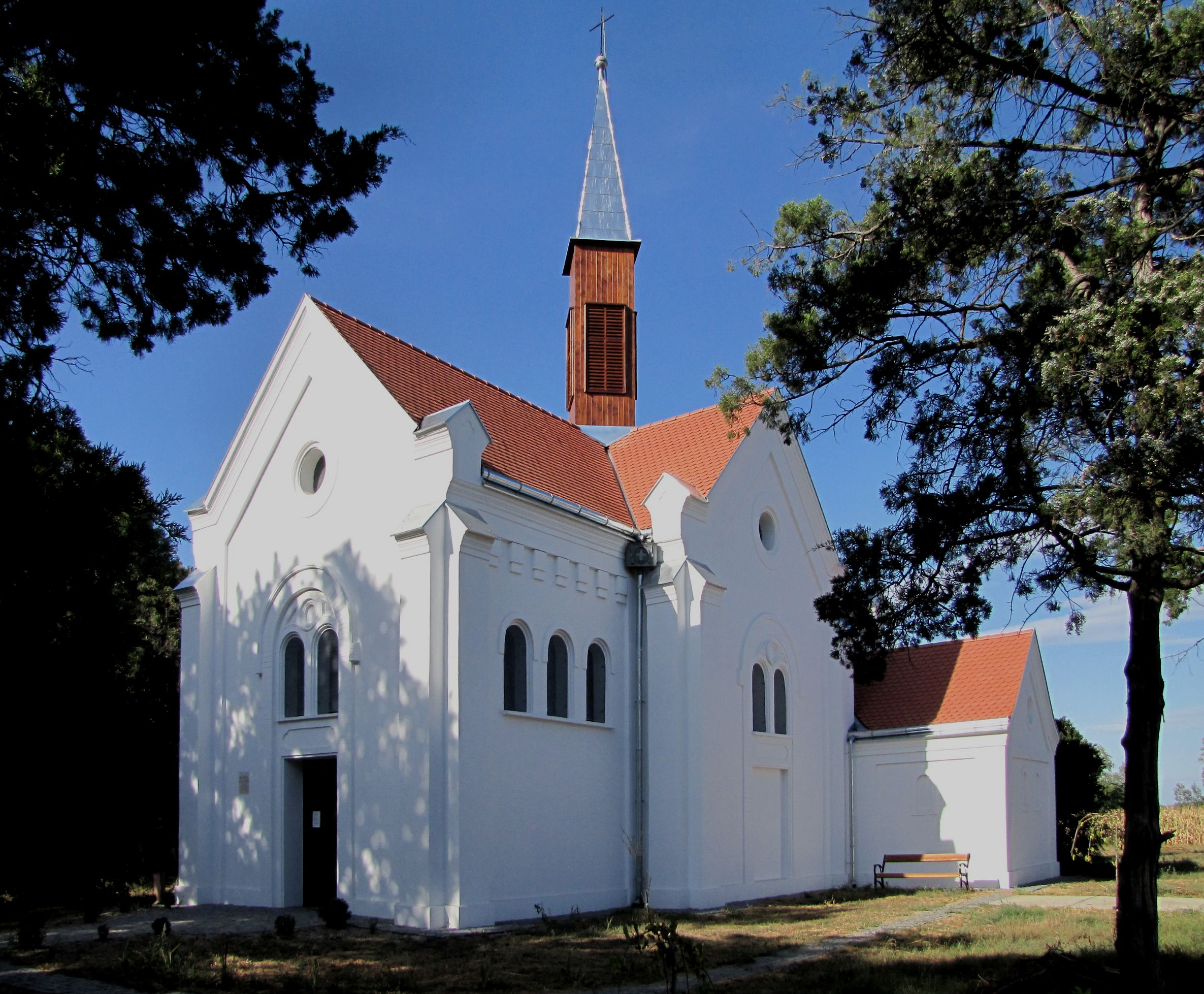
Die Szapáry-Kapelle in Tiszabura

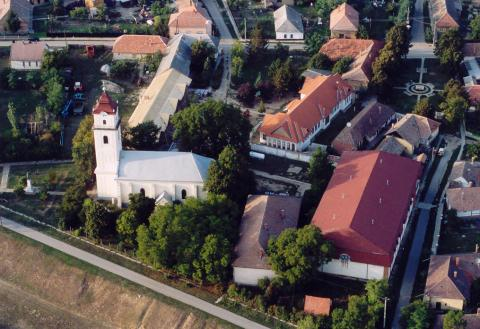
Luftbild von Tiszasas

Ortschaften ohne Zusatz sind Städte.
1 Großgemeinden (nagyközség)

## Bevölkerungsentwicklung

### Bevölkerungsentwicklung des Komitats
Fettgesetzte Datumsangaben sind Volkszählungsergebnisse.
| Datum       | Einwohnerzahl | Datum      | Einwohnerzahl |
| ----------- | ------------- | ---------- | ------------- |
| 01.01.19601 | 461.307       | 01.01.2007 | 403.622       |
| 01.01.1970  | 437.879       | 01.01.2008 | 399.200       |
| 01.01.1980  | 445.624       | 01.01.2009 | 394.891       |
| 01.01.1990  | 425.583       | 01.01.2010 | 390.775       |
| 01.01.2001  | 420.461       | 01.01.2011 | 386.752       |
| 01.02.2001  | 415.917       | 01.10.2011 | 386.594       |
| 01.01.2002  | 418.601       | 01.01.2012 | 390.026       |
| 01.01.2003  | 416.147       | 01.01.2013 | 386.654       |
| 01.01.2004  | 413.174       | 01.01.2014 | 383.489       |
| 01.01.2005  | 410.823       | 01.01.2015 | 379.897       |
| 01.01.2006  | 407.232       | 01.01.2016 | 376.334       |

11960: Anwesende Bevölkerung; sonst Wohnbevölkerung

### Bevölkerungsentwicklung der Kreise
Alle Kreise weisen eine negative Bevölkerungsbilanz auf.
| Kreisname            | Bevölkerungsstand am 1. Januar | Bevölkerungsstand am 1. Januar | Bevölkerungsstand am 1. Januar | Bevölkerungsstand am 1. Januar |
| Kreisname            | 2013                           | 2014                           | 2015                           | 2016                           |
| -------------------- | ------------------------------ | ------------------------------ | ------------------------------ | ------------------------------ |
| Jászapáti            | 33.160                         | 32.676                         | 32.295                         | 31.837                         |
| Jászberény           | 50.928                         | 50.624                         | 50.184                         | 49.909                         |
| Karcag               | 43.152                         | 42.836                         | 42.382                         | 42.079                         |
| Kunhegyes            | 20.434                         | 20.304                         | 20.210                         | 20.106                         |
| Kunszentmárton       | 36.300                         | 35.781                         | 35.207                         | 34.684                         |
| Mezőtúr              | 27.798                         | 27.434                         | 27.100                         | 26.767                         |
| Szolnok              | 118.245                        | 117.837                        | 117.140                        | 116.358                        |
| Tiszafüred           | 19.895                         | 19.699                         | 19.402                         | 19.165                         |
| Törökszentmiklós     | 36.742                         | 36.298                         | 35.977                         | 35.429                         |
| Jász-Nagykun-Szolnok | 386.654                        | 383.489                        | 379.897                        | 376.334                        |

## Politik
Bei den Kommunalwahlen im Jahr 2019 und im Jahr 2024 waren die Ergebnisse im Komitat Jász-Nagykun-Szolnok wie folgt:
| Kommunalwahl | Fidesz-KDNP | Jobbik  | DK     | MM     | MSZP   | MHM     | Munkáspárt | LMP    |
| ------------ | ----------- | ------- | ------ | ------ | ------ | ------- | ---------- | ------ |
| Stimmen 2019 | 53,84 %     | 15,73 % | 8,90 % | 8,14 % | 5,92 % | 5,83 %  | 1,64 %     |        |
| Stimmen 2024 | 53,18 %     | 7,87 %  | 9,71 % | 7,65 % | 4,07 % | 14,04 % |            | 3,48 % |

Sitzverteilung 2019
- Fidesz-KDNP: 11 Sitze
- Jobbik: 3 Sitze
- DK: 1 Sitz
- MM: 1 Sitz
- MSZP: 1 Sitz
- MHM: 1 Sitz
- Munkáspárt: 0 Sitze

Sitzverteilung 2024
- Fidesz-KDNP: 11 Sitze
- MHM: 3 Sitze
- DK: 2 Sitze
- Jobbik: 1 Sitz
- MM: 1 Sitz
- MSZP: 0 Sitze
- LMP: 0 Sitze

## Geschichte und Kultur
Das kun in Nagykun („Großkumanien“) geht auf den ungarischen Namen des Turkvolks der Kumanen zurück, die um 1240 von den Mongolen besiegt und hier angesiedelt wurden (siehe Kumanen in Ungarn). Der Name Jász geht auf den ungarischen Namen der zur selben Zeit in Ungarn angesiedelten Alanen zurück.

### Museen
Die staatliche Direktion der Museen des Komitats Jász-Nagykun-Szolnok ist Träger von 8 Komitatsmuseen. Komitatssitz ist die Stadt Szolnok.
| - Abádszalók, Puppenmuseum - Alattyán, Árpád-Gecse-Gedenkhaus - Biharnagybajom, Sándor-Szűcs-Gedenkhaus u. Kovács-Museum - Fegyvernek, Heimatmuseum - Jászberény, Hamza-Museum - Jászberény, Jász-Museum* - Jászkisér, Ortsgeschichtliches Museum - Jásztelek, Heimatmuseum (Helytörténeti Múzeum) - Karcag, István-Györffy-Museum* - Karcag, Großkumanisches Heimatmuseum | - Karcag, Agrarwiss. Sammlung der Universität Debrecen - Kenderes, Ethnographisches Museum - Kenderes, Marinemuseum - Kisújszállás, Ethnographisches Museum - Kisújszállás, Dorfmuseum (Falumúzeum) - Kunmadaras, Lajos-Kossuth-Museum - Kunszentmárton, Heimatmuseum (Helytörténeti Múzeum) - Mezőtúr, Töpfermuseum* - Rákóczifalva, Teddymuseum (Macimuzeum) - Szolnok, János-Damjanich-Museum* | - Szolnok, Tabán-Museum - Szolnok, Städtische Galerie - Szolnok, Freilichtmuseum - Szolnok, Luftfahrtmuseum - Tiszaföldvár, Geografisches Museum des Theißwinkels - Tiszafüred, Pál-Kiss-Museum* - Tiszafüred, Meggyes-Tscharda-Museum - Tiszafüred, Gáspár-Nyúzó-Töpfermuseum - Törökszentmiklós, Heimatmuseum (Helytörténeti Múzeum) - Túrkeve, Finta-Museum* |

* Komitatsmuseum